# Jean Sobieski
Jean Sobieski (Cannes, 15 novembre 1937) è un attore e pittore francese.

## Biografia
Figlio di principi polacchi decaduti con la rivoluzione, padre dell'attrice Leelee Sobieski, ha avuto come attore un breve periodo di notorietà negli anni sessanta interpretando per il cinema e la televisione una quindicina di opere fra film e telefilm. È stato anche interprete di film di genere spaghetti western.
Nel 1961 ebbe una relazione sentimentale con la cantante italo-francese Dalida che aveva lasciato il neomarito e pigmalione Lucien Morisse per andare a convivere con lui, sia pure per pochi mesi, a Neuilly-sur-Seine. Sposò poi nel 1966 l'attrice Olga Georges-Picot, da cui successivamente divorziò.

## Filmografia

### Cinema
- Una ragazza nuda (Strip-tease), regia di Jacques Poitrenaud (1963)
- Evariste Galois, regia di Alexandre Astruc - cortometraggio (1965)
- Les Chiens dans la nuit, regia di Willy Rozier (1965)
- La Sentinelle endormie, regia di Jean Dréville (1966)
- La morte ha fatto l'uovo, regia di Giulio Questi (1968)
- Italian Secret Service, regia di Luigi Comencini (1968)
- La fredda alba del commissario Joss (Le Pacha), regia di Georges Lautner (1968) - non accreditata
- E venne il tempo di uccidere, regia di Enzo Dell'Aquila (1968)
- Temptation, regia di Lamberto Benvenuti (1969)
- Una sull'altra, regia di Lucio Fulci (1969)
- Playgirl 70, regia di Federico Chentrens (1969)
- Ultimo domicilio conosciuto (Dernier domicile connu), regia di José Giovanni (1970)

### Televisione
- Cousine Bette, regia di Yves-André Hubert - film TV (1964)
- Foncouverte - serie TV, 8 episodi (1965)
- Le Chevalier des Touches, regia di Claude-Jean Bonnardot - film TV (1966)
- Par quatre chemins - serie TV, episodio 1x01 (1967)
- I cavalieri del cielo (Les Chevaliers du ciel) - serie TV, 13 episodi (1967)

## Doppiatori italiani
- Dario Penne in Una sull'altra